# Hyundai KIA Delta
| Hyundai/KIA            | Hyundai/KIA                       |
| ---------------------- | --------------------------------- |
| Griechischer Buchstabe |                                   |
| Delta                  |                                   |
| Hersteller:            | Hyundai / KIA                     |
| Produktionszeitraum:   | 1998–2010                         |
| Bauform:               | 60° V                             |
| Motoren:               | 2,5 L (2493 cm³) 2,7 L (2656 cm³) |
| Zylinder-Zündfolge:    | 1-2-3-4-5-6                       |
| Vorgängermodell:       | keines                            |
| Nachfolgemodell:       | Hyundai KIA Mu                    |
| Ähnliche Modelle:      | Hyundai KIA Mu                    |

Delta ist eine Ottomotorenbaureihe des südkoreanischen  Herstellers Hyundai mit sechs Zylindern in V-Anordnung. Er hat vier obenliegende Nockenwellen und 4 Ventile pro Zylinder. Die Motoren wurden in Asan (Südkorea), sowie Shandong (China) gebaut.
Der 1998 erschienene 2,5-l-Motor war der erste von Hyundai vollständig selbst entwickelte V6-Motor. Er hat 75 mm Hub und eine Bohrung von 84 mm. 2001 folgte eine aufgebohrte 2,7-l-Variante mit gleichem Hub und 86,7 mm Bohrung.

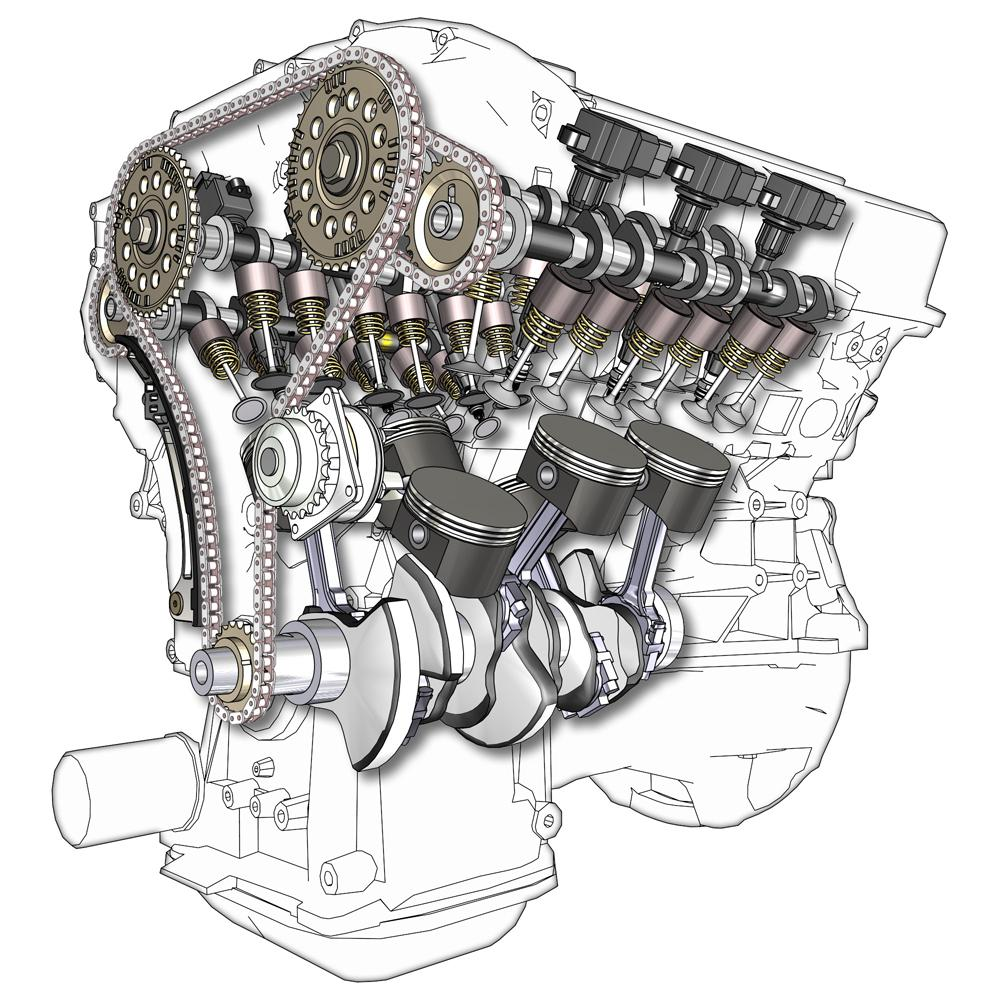
Neben zwei Steuerketten (oben halbverdeckt an den Nockenwellen) treibt ein Zahnriemen (anstelle der Steuerkette hier im Bildvordergrund) den Delta-V6-Motor an.

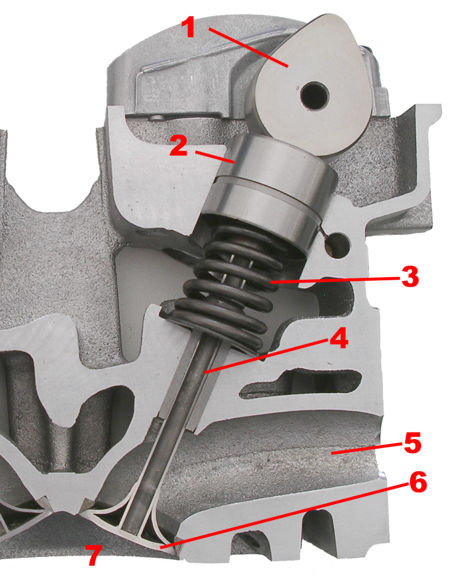
Der Nocken (1) drückt den Hydrostößel (2) auf den Ventilschaft (3, 4), der Ventilteller wird (6) in den Zylinderraum (7) gedrückt und damit den Luftkanal (5) freigegeben.

Der Motorblock und Zylinderkopf bestehen im Gegensatz zu denen des vorher gebauten Sigma aus Aluminium. Die 2,5-l-Version wiegt daher mit 145 kg (2,7 L 148 kg) über 40 kg weniger als der gleich große Sigma.  Die Leerlaufdrehzahl bei ausgeschalteter Klimaanlage variiert zwischen 880 (2,5 L) und 850 (2,7 L), in Drive-Schaltposition zwischen 625 (2,5 L) und 750 (2,7 L).
Die Ein- und Auslass-Nockenwellen jeder Zylinderbank sind durch eine Steuerkette verbunden, die Kraftübertragung von der Kurbelwelle zum Zylinderkopf erfolgt mittels Zahnriemen. Dieser hat eine Nachspannautomatik, seine Inspektion ist aller 30.000, der Zahnriementausch modellabhängig aller 90.000 bis 100.000 km vorgesehen. Die Motoren sind keine Freiläufer.
Die Ventile werden über Hydrostößel betätigt. Diese Form des Ventilspielausgleichs ist wartungsfrei bis zur Abnutzung der Hydrostößel. Diese entsteht durch das Abtragen der Kontaktfläche zwischen Nocken und Hydrostößel. Der Abstand wird anfangs durch eine Feder ausgeglichen, welche die Stößeloberseite bündig nach oben drückt. Dauerhaftes Ticken deutet darauf hin, dass dies nicht mehr ausreicht und der Nocken nicht mehr ständig am Hydrostößel anliegt, sondern diesen nur noch einmal pro Umdrehung erreicht – das Aufkommen erzeugt das Tickgeräusch. Beim Tausch der Stößel werden sie durch etwas längere ersetzt, um das abgetragene Nockenmaterial auszugleichen. Unterbleibt der Tausch, werden auch die Nocken verstärkt abgetragen, was schließlich in einer „eingelaufenen Nockenwelle“ resultiert. Dann müsste diese ergänzend zu den Stößeln getauscht werden. Ein Ticken kann auch durch unpassende Ölviskosität oder die Nichteinhaltung der Wechselintervalle entstehen. Läuft der Ölkanal im Hydrostößel etwa durch zu niedrigen Ölstand leer, wird das Ventilspiel ebenfalls zu groß und das Ventil nicht mehr vollständig geöffnet. Eine geringere Luftmenge und damit etwas weniger Leistung sind die Folge.
Auch nach längerem Stillstand ist das Geräusch möglich, wenn die Ölkanäle leergelaufen sind. Dies ist kein Verschleißmerkmal und verschwindet nach wenigen Sekunden.

## Delta
1998 debütierte im vierten Hyundai Sonata die dritte, eigenständig entwickelte Motorenserie nach Alpha und Beta. Wie diese wurde sie am Stammsitz in Yongin (Südkorea) entwickelt und war für Hyundai eine Premiere in zwei Feldern: dem V6-Motorenbau sowie dessen Vollaluminium-Bauweise.
Zuvor fertigte Hyundai im V6-Segment wie auch bei der V8-Reihe Omega leicht modifizierte Mitsubishi-Reihen. Die V6-Reihe basierte noch auf Grauguss und ging auf die Ende der 1980er Jahre entstandene Cyclone-Reihe von Mitsubishi zurück. Bei Hyundai wurde sie parallel als Sigma-Reihe weiterentwickelt. Seit dem Debüt der Delta-Motoren nutzte Hyundai nur noch das obere Spektrum der Sigma-Reihe bis 3,5 L und modifizierte diese Motoren etwa in der Laufrichtung der Kurbelwelle, eine Baugleichheit mit Mitsubishi ist seitdem nicht mehr gegeben. Sigma-Motoren fanden sich bis 2006 etwa im Kia Opirus und wurden erst seit 2004 mit der selbstentwickelten Lambda-Reihe ersetzt.
Der größere Motor der Delta-Reihe wurde ab Werk in zwei Varianten gefertigt: einer für Benzin und einer für Flüssiggas. Letztere wurde nur in Südkorea angeboten und ist als besonders laufruhige Alternative zum ähnlich ökonomischen Dieselmotor gedacht.

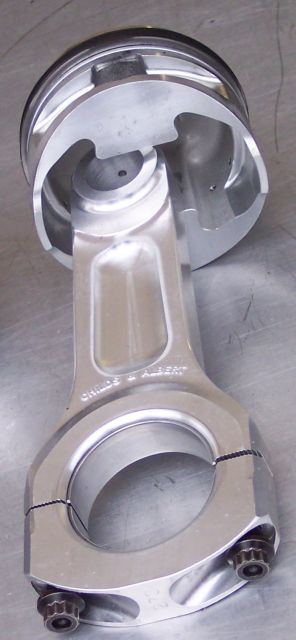
Ein Pleuel mit der Aussparung für die Kurbelwelle unten und dem Kolben an seinem oberen Ende. Erkennbar die Trennung in der nicht ganz angeschraubten Aussparung.

An die aus einem Stück geschmiedete Kurbelwelle mit sechs Gegengewichten wurden die in kostenintensiver Pulvermetallurgie gefertigten Pleuel im damals noch neuen „Crackverfahren“ gefügt. Um die Pleuel auf die Kurbelwelle aufzubringen, muss ihre Aussparung aus zwei aneinandergefügten Teilen bestehen. Diese „Halbkreise“ erhalten durch das gezielte Auseinanderbrechen eine ähnlich spröde Kontaktfläche wie Porzellan. Die Halbteile passen daher formschlüssig ineinander, der Spalt wird nahezu unsichtbar und die wirkenden Kräfte werden auf die gesamte Aussparung verteilt. Zuvor wurden die Halbteile auseinandergesägt, was die Kraftübertragung und damit die Haltbarkeit verringerte. Die Pulvermetallurgie erlaubt zudem eine präzisere Fertigung und verringert damit den Auswuchtungsbedarf. Für das Hyundai Coupé wurde die Kurbelwelle zudem im teureren „Non-Twist“-Verfahren gegossen. Hierbei entspricht die Gussform bereits der fertigen Kurbelwelle, was das Entfernen aus dieser aufwändiger gestaltet. Beim Twist-Verfahren wird die Welle hingegen in einer Ebene gegossen und anschließend erst die Hubzapfen geschmiedet. Dies kann das Korngefüge im Metall so verändern, dass Schwachstellen entstehen. Mit besserer Prozesskontrolle habe sich dieser Vorteil jedoch in den vergangenen Jahren minimiert, so ein Sprecher von Lunati, einem Kurbelwellenhersteller für den Rennsport.
Delta-Motoren verfügen über einen variablen Ansaugtrakt (Variable Intake System). Dieser berücksichtigt das Pulsieren der Luft im Saugrohr, welches durch das Öffnen und Schließen der Ventile entsteht. Finden diese Unter- und Überdruckimpulse einen ihrem Rhythmus angepassten Weg in den Motorraum, entsteht ein leichter Resonanzaufladungs-Effekt, ähnlich einem Turbolader. Zu dessen Erreichung öffnet sich bei niedrigen und hohen Drehzahlen ein hierfür geeigneter, kurzer Luftweg. Bei mittleren Drehzahlen wird vermittels einer Klappe die längere Luftführung verwendet, was in gleichbleibend hohem Drehmoment resultiert.
Die bessere Wärmeleitfähigkeit des Aluminiums gegenüber Grauguss führt zu einer schnelleren Erreichung der Betriebstemperatur und vermindert Friktionen durch ungleichmäßig ausgedehnte Zylinder.
Die V-Orientierung der beiden Drei-Zylinderbänke hat den Vorteil geringerer Länge gegenüber Reihensechszylindern, wie sie etwa BMW verbaut. Zudem muss hiermit die Kurbelwelle nur noch halb so lang sein, da jeder Hubzapfen zwei Kolben antreibt.
Der Nachteil der Aufteilung auf zwei Bänke sind doppelte Bauteile am anderen Ende des Kolbens – im Zylinderkopf müssen etwa vier statt zwei Nockenwellen die Ventile betätigen, insgesamt steigen damit die Wartungskosten leicht. Ein weiteres Bauteil wird für die Laufruhe benötigt, da bei hohen Drehzahlen die Dreizylinderbänke mehr Vibrationen emittieren. Dem hilft eine Ausgleichswelle ab, die entgegen der Kurbelwelle mit gleicher Drehzahl rotiert. Es verbleibt ein geringes freies Massenmoment zweiter Ordnung, wie in Reihenvierzylinder-Motoren.
Die Motoren dieser Reihe wurden fast ausschließlich mit einem Vier-Stufen-Automatikgetriebe angeboten. Die größere Delta-Motorisierung wurde 2005 um mehr als ein Mu zur gleichnamigen Reihe weiterentwickelt. Diese ist die einzige des Herstellers mit nur einem Motor.

## Daten
| Serie | Motorcode  | Hubraum (cm³) | Hub × Bohrung (mm) | Leistung bei (1/min)       | Drehmoment bei (1/min) | Zylinder | Verdichtung | Aufladung    | Einspritzung |
| ----- | ---------- | ------------- | ------------------ | -------------------------- | ---------------------- | -------- | ----------- | ------------ | ------------ |
| Delta | G6BV(-G) 1 | 2493          | 75,0 × 84,0        | 160/169 2 bei 6000         | 225–230 bei 4000       | 6        | 10,0        | VIS (2 Wege) | MFI          |
| Delta | G6BA(-G) 1 | 2656          | 75,0 × 86,7        | 165/167/173/175 3 bei 6000 | 245–250 bei 4000       | 6        | 10,0        | VIS (2 Wege) | MFI          |
| Delta | L6BA 4     | 2656          | 75,0 × 86,7        | 144 bei 5000               | 226 bei 4000           | 6        | 10,0        | VIS (2 Wege) | MFI          |

## Einsatz
Aufgelistet sind die weltweit verbauten Delta-Motoren für jedes Modell, bis auf den KIA Opirus wurden diese so auch in Europa angeboten.
Hyundai Coupé
- Coupé GK
  - G6BA (167 PS): 2002–2006
- Coupé GK Facelift
  - G6BA (165 PS): 2007–2009

Hyundai Santa Fe
- Santa Fe SM
  - G6BA (173 PS): 2001–2006
  - L6BA: 2000–2005

Hyundai Sonata
- Sonata EF
  - G6BV (160 PS): 1998–2001
- Sonata EF-B
  - G6BA (173 PS): 2001–2004

Hyundai Trajet
- Trajet FO
  - G6BA (173 PS): 2001–2008
  - L6BA: 1999–2004

Hyundai Tucson
- Tucson JM
  - G6BA (175 PS): 2004–2010

KIA Magentis
- Magentis GD
  - G6BV (169 PS): 2001–2005

KIA Opirus
- Opirus LD
  - G6BA (175 PS): 2002–2006 (in Europa nur mit 3.5 L Sigma)

KIA Sportage
- Sportage JE
  - G6BA (175 PS): 2004–2010